# Mödling (gemeente)
Mödling is een stad in de Oostenrijkse deelstaat Neder-Oostenrijk, gelegen in het district Mödling. De gemeente heeft ongeveer 20.400 inwoners. Er is het museum en muziekcentrum Schönberg-Haus gevestigd dat gewijd is aan de componist Arnold Schönberg. De gemeente is partnerstad van onder andere de Belgische stad Zottegem.

## Geografie
Mödling heeft een oppervlakte van 9,95 km². Het ligt in het noordoosten van het land, vlak onder de hoofdstad Wenen.

## Geboren
- Patrick Konrad (13 oktober 1991), wielrenner

Achau · Biedermannsdorf · Breitenfurt bei Wien · Brunn am Gebirge · Gaaden · Gießhübl · Gumpoldskirchen · Guntramsdorf · Hennersdorf · Hinterbrühl · Kaltenleutgeben · Laab im Walde · Laxenburg · Maria Enzersdorf · Mödling · Münchendorf · Perchtoldsdorf · Vösendorf · Wiener Neudorf · Wienerwald
- Bibliothèque nationale de France: cb13601333n (data)
- Gemeinsame Normdatei: 4039880-8
- Library of Congress Control Number: n81020349
- MusicBrainz: ab0fff9a-edcf-4e12-a800-a2bb1e3c4384
- Nationale Bibliotheek van Tsjechië: ge601919
- Nationale Bibliotheek van Israël: 987007552598305171
- Virtual International Authority File: 130191703
- WorldCat: E39PBJbxJqw4kTcBRMchkH3vpP